# Tuffi ai XX Giochi del Commonwealth - Trampolino 3 metri maschile
Il concorso dei tuffi dal trampolino 3 metri maschile dei Giochi del Commonwealth di Glasgow 2014 si è svolto il 31 luglio 2014.

## Risultati
In verde sono indicati i finalisti
| Class | Atleta                   | Preliminare | Preliminare | Finale | Finale |
| Class | Atleta                   | Punti       | Class       | Punti  | Class  |
| ----- | ------------------------ | ----------- | ----------- | ------ | ------ |
|       | Ooi Tze Liang            | 416.15      | 2           | 457.60 | 1      |
|       | Jack Laugher             | 465.80      | 1           | 449.70 | 2      |
|       | Oliver Dingley           | 387.05      | 8           | 425.20 | 3      |
| 4     | Riley McCormick          | 403.10      | 4           | 413.40 | 4      |
| 5     | Ahmad Amsyar Azman       | 368.75      | 10          | 412.65 | 5      |
| 6     | James Denny              | 394.05      | 6           | 410.90 | 6      |
| 7     | François Imbeau-Dulac    | 406.35      | 3           | 402.70 | 7      |
| 8     | James Heatly             | 397.65      | 5           | 393.35 | 8      |
| 9     | Cody Yano                | 364.35      | 12          | 375.85 | 9      |
| 10    | Chew Yiwei               | 364.65      | 11          | 368.50 | 10     |
| 11    | Yona Knight-Wisdom       | 393.20      | 7           | 360.90 | 11     |
| 12    | Li Feng Yang             | 375.30      | 9           | 320.10 | 12     |
| 13    | Ramananda Kongbrailatpam | 358.70      | 13          |        |        |
| 14    | Liam Stone               | 351.55      | 14          |        |        |
| 15    | Grant Nel                | 335.25      | 15          |        |        |
| 16    | Domonic Bedggood         | 302.05      | 16          |        |        |
| 17    | Siddharth Pardeshi       | 271.55      | 17          |        |        |